# Museums-Schmalspurbahn Pereslawl
| Schmalspurbahn Pereslawl | Schmalspurbahn Pereslawl |
| ------------------------ | ------------------------ |
| Museumszug, 2001         |                          |
| Streckenverlauf, 2002    |                          |
| Streckenlänge:           | 2001: 41 km              |
| Spurweite:               | 750 mm (Schmalspur)      |
|                          |                          |

Die Museums-Schmalspurbahn Pereslawl (russisch Переславская железная дорога, transkr. Pereslawskaja schelesnaja doroga, transl. Pereslavskaâ železnaâ doroga) war eine 41 Kilometer lange Museums-Schmalspurbahn bei Pereslawl-Salesski in der Oblast Jaroslawl in Russland mit einer Spurweite von 750 Millimetern.

## Geschichte
Die Bahn wurde 1989–2004 in Zusammenarbeit mit dem Schmalspurbahnmuseum Pereslawl betrieben. Die Betreibergesellschaft wurde von einer Gruppe von Enthusiasten gegründet, die die stillgelegten Bahnstrecke kauften. Nach der Beendigung der Torfgewinnung in der Region sollte die Strecke abgebaut werden.
Von 1990 bis zum 23. Mai 2003 verkehrten die Personenzüge der Pereslawler Eisenbahn fahrplanmäßig auf zwei Strecken: Pereslawl–Kupanskoje (Купанское) und Kupanskoje−Kubrinsk (Кубринск). Der fahrplanmäßige Personenverkehr war sowohl bei den Bewohnern von Pereslawl als auch bei Touristen gefragt. Mehrmals im Jahr wurden darüber hinaus Fahrten mit historischen Zügen mit Fahrzeugen des Pereslawler Eisenbahnmuseums durchgeführt.
Die Länge der 2001 für den Personenverkehr eröffneten Strecken betrug 41 Kilometer. In einigen Abschnitten verlief die Strecke am Ufer des Pleschtschejewo-Sees entlang. Im Jahr 2003 wurde die Strecke nach einer Entscheidung der Eigentümer stillgelegt. In den Jahren 2004–2005 wurde die Strecke bis auf einen sehr kurzen Abschnitt in der Nähe des Museums auf nahezu der gesamten Länge abgebaut.

## Bilder

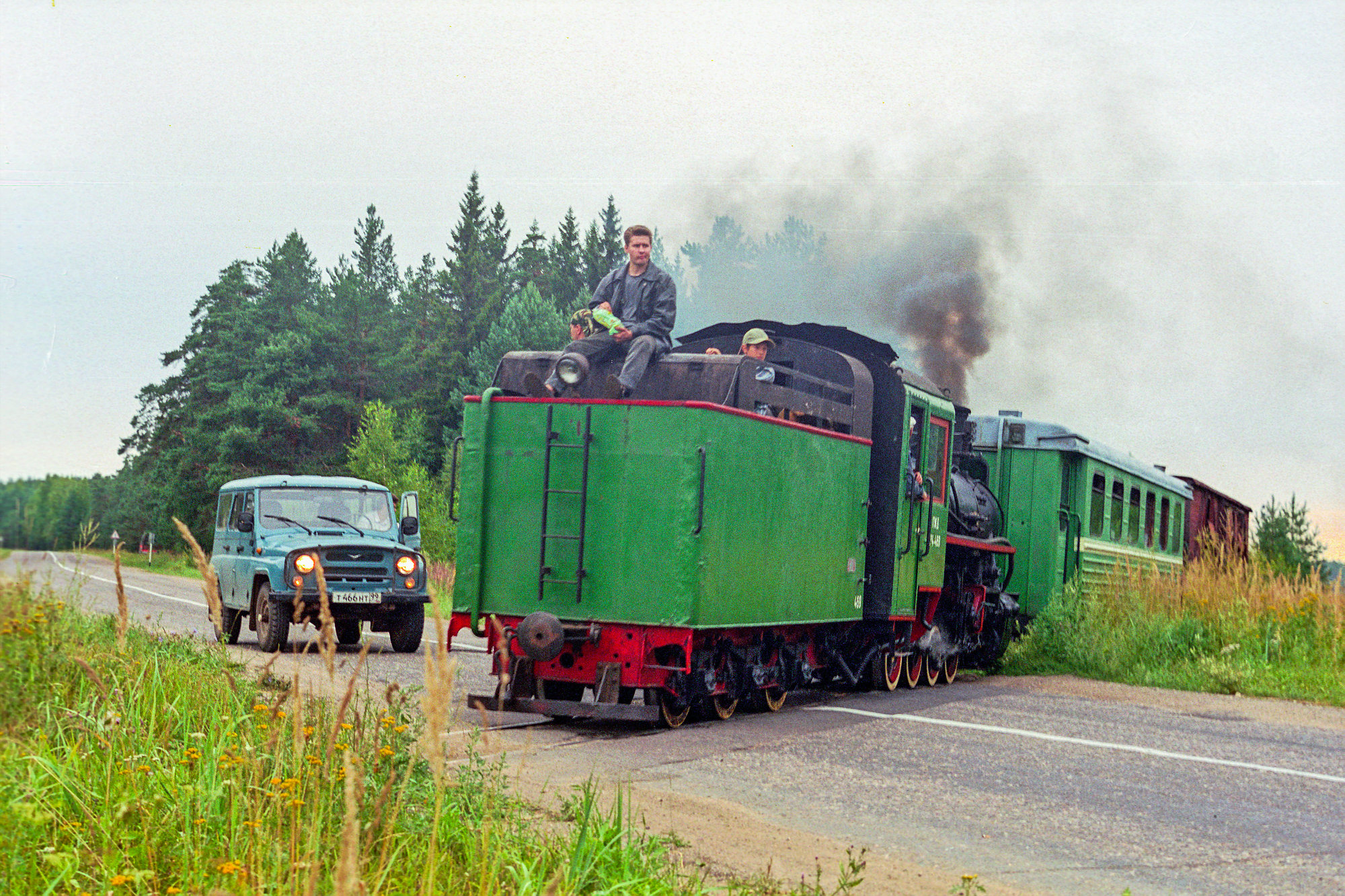
Museumszug, 2001
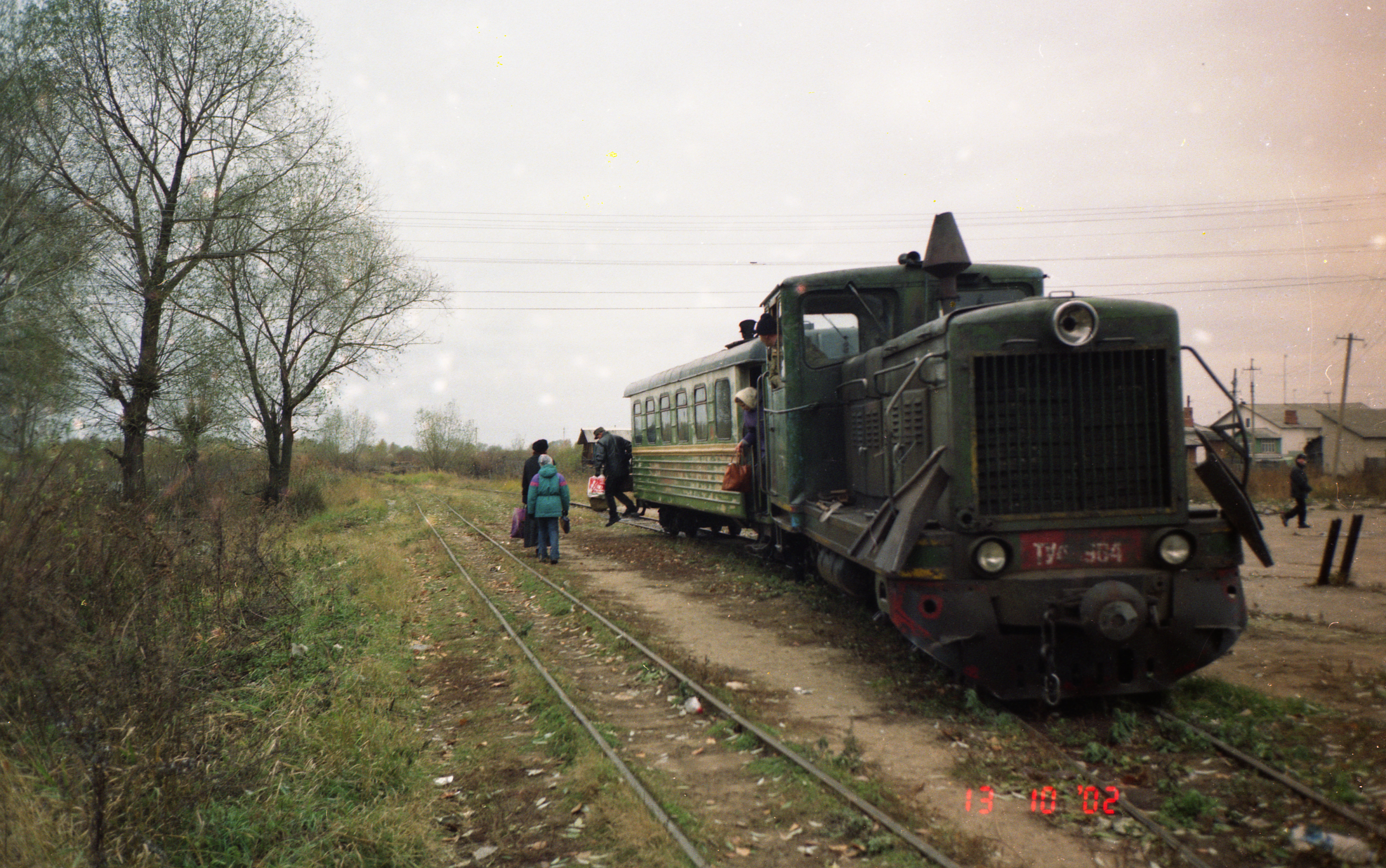
Diesellokomotive TU4-1984 aus Kupanskoje in Pereslawl, 2002
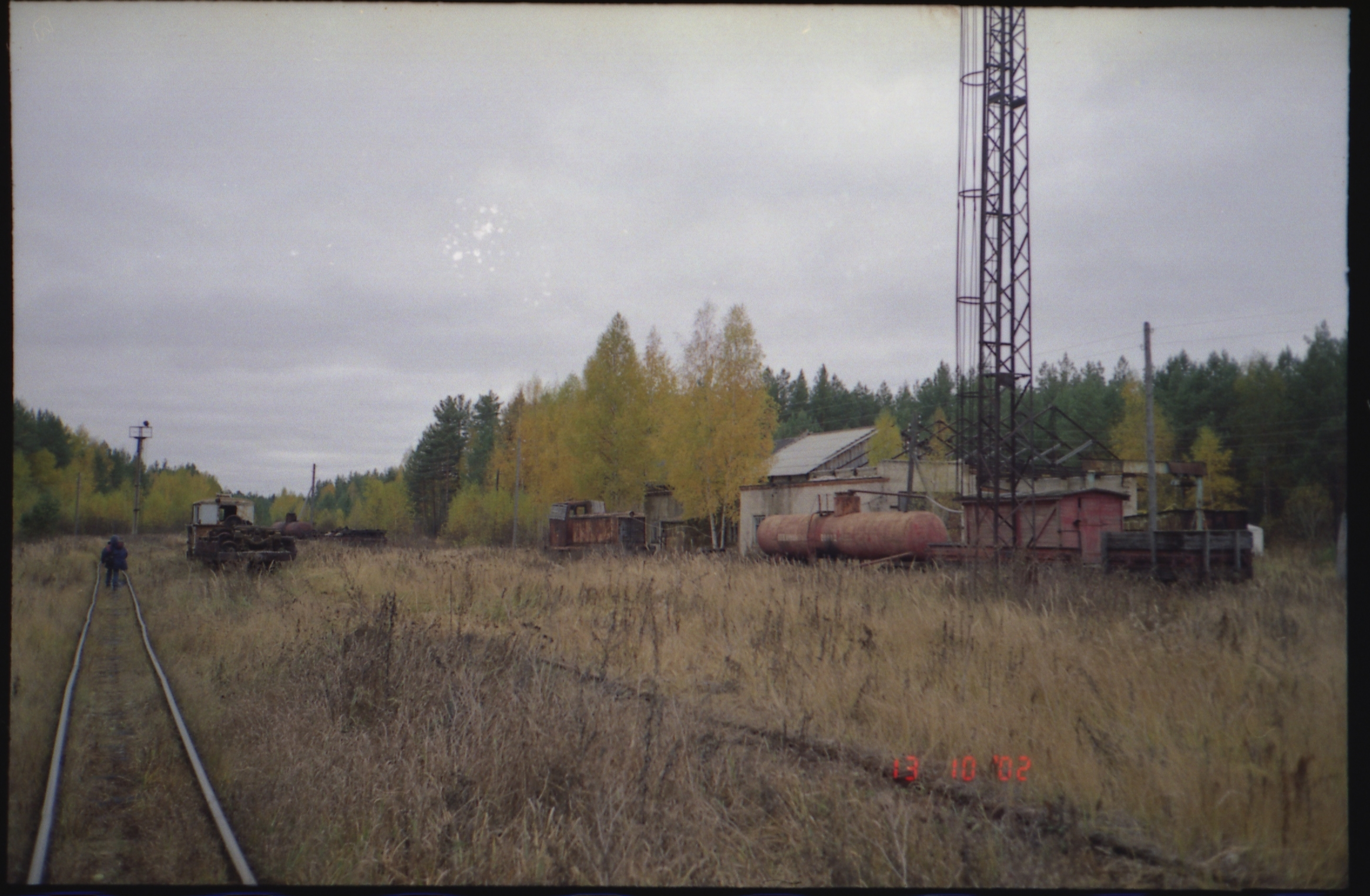
Bahnhof und Depot von Wjoksa (Вёкса), 2002
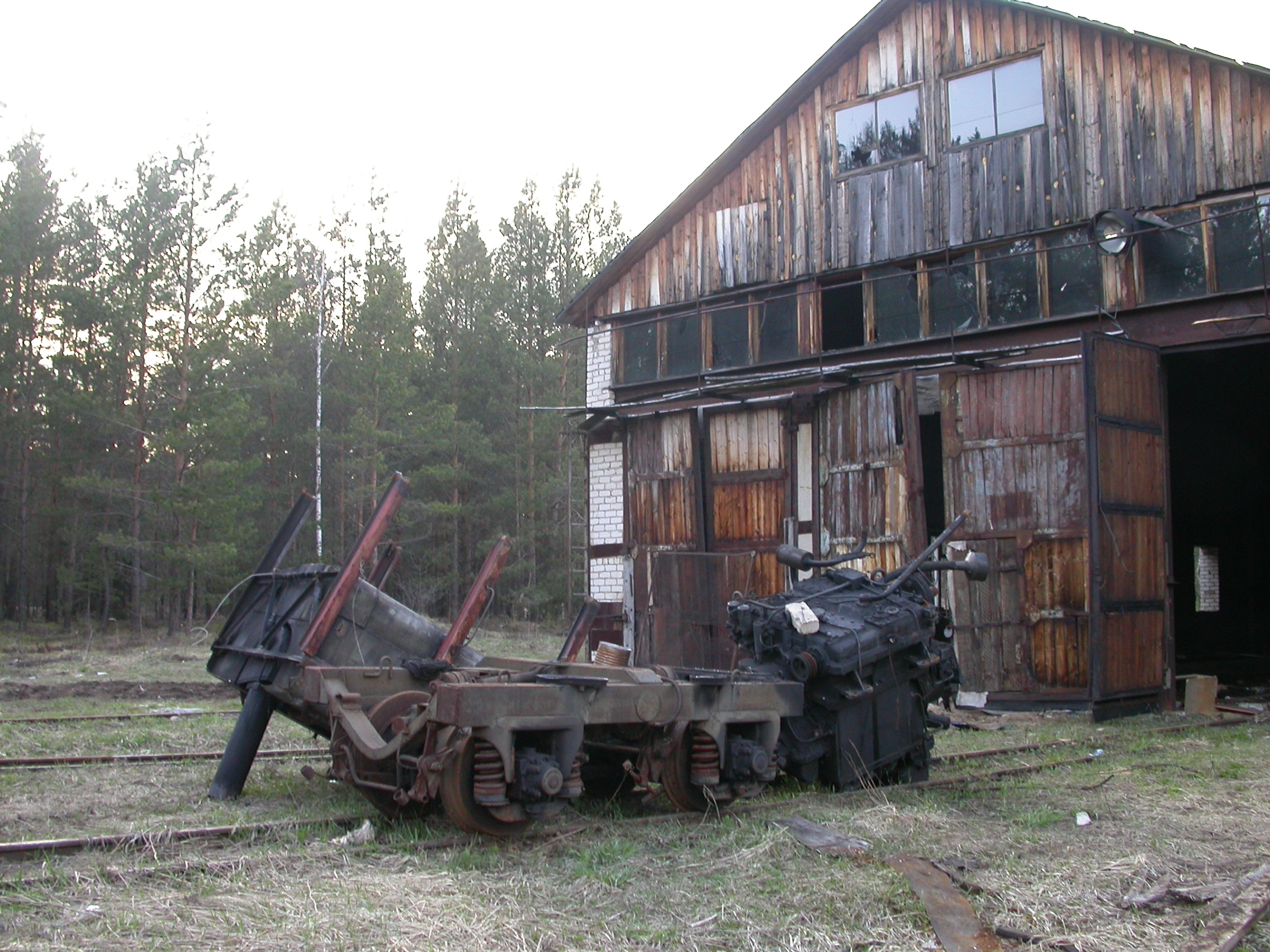
Abgewrackte Diesellokomotive TU7-1570 im Depot von Wjoksa, 2004
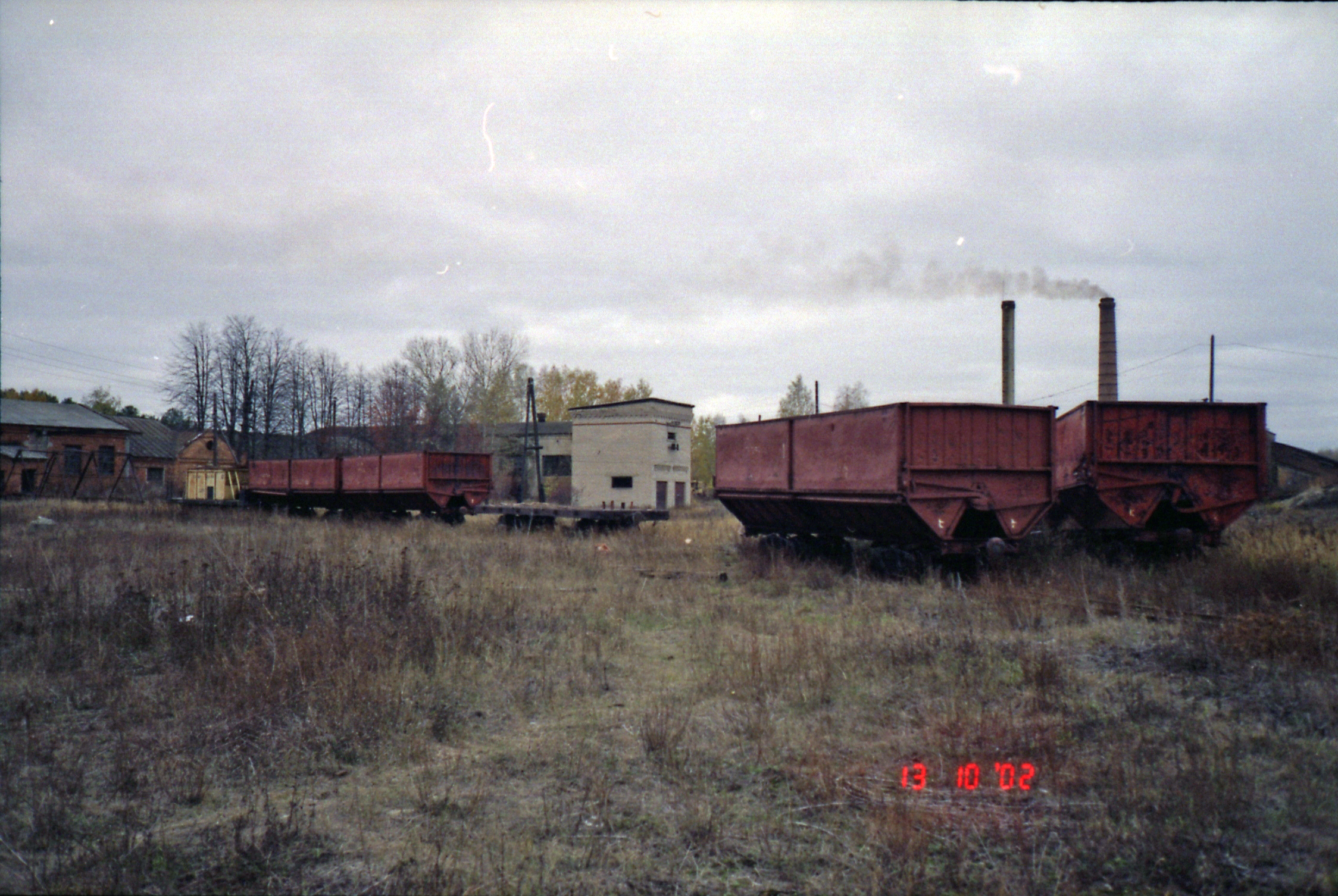
Bahnhof Kupanskoje (Купанское)